# Josef Herk

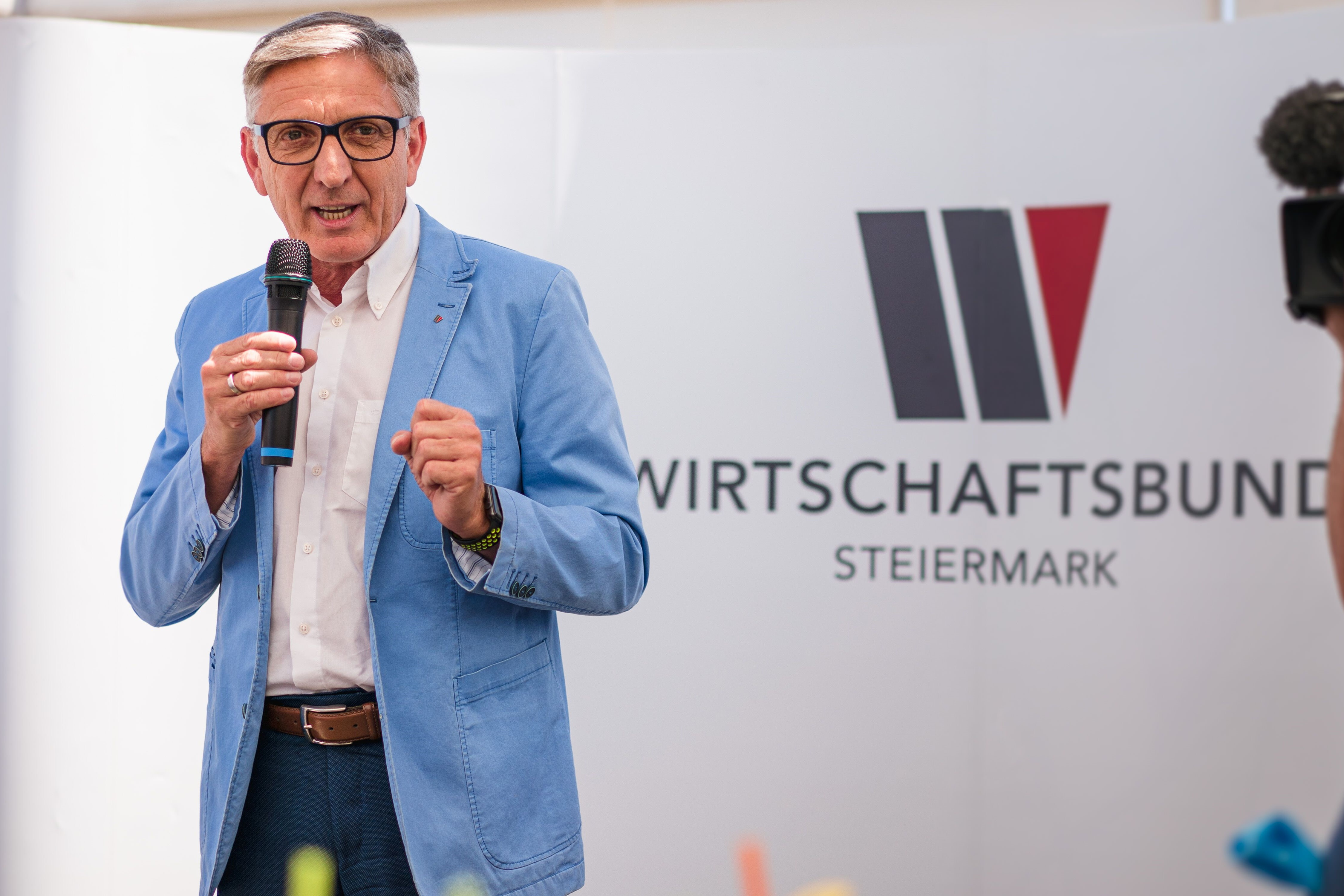
Josef Herk

Josef Herk (* 7. August 1960 in Knittelfeld) ist ein österreichischer Unternehmer und Politiker (ÖVP) und seit 2011 Präsident der Wirtschaftskammer Steiermark. Seit 2012 ist er außerdem Vizepräsident des Österreichischen Wirtschaftsbundes und seit 2017 Landesgruppen-Obmann des Steirischen Wirtschaftsbundes.

## Leben und Beruf
1979 absolvierte Herk die Reifeprüfung an der HTBLA Steyr mit Schwerpunkt Kraftfahrzeug- und Maschinenbau. 1982 legte er die Meisterprüfung im Karosseriebauerhandwerk ab und ergänzte diese 1985 durch die Meisterprüfung im Kraftfahrzeugmechanikerhandwerk.
Im Jahr 1980 stieg er ins elterliche Gewerbe, einen Karosserie- und Lackierfachbetrieb in Knittelfeld, ein und absolvierte während dieser Zeit verschiedene Praktika, bis er 1988 den Familienbetrieb schließlich übernahm.

## Politik und Wirtschaftsbund
Seine politische Karriere begann Herk im Jahr 1995 als Gemeinderat der Stadt Knittelfeld, wo er bis 2007 mitwirkte.
Im Jahr 1995 wurde Herk Stadtgruppenobmann des Wirtschaftsbundes Knittelfeld, 2002 folgte die Tätigkeit als Bezirksgruppenobmann Knittelfeld, bis er schließlich 2006 Landesgruppenobmann-Stellvertreter des Wirtschaftsbundes Steiermark wurde. Seit 2012 übt er das Amt des Vizepräsidenten des Österreichischen Wirtschaftsbundes aus.
Im Juli 2017 wurde Herk mit 98,3 Prozent zum Landesgruppenobmann des Steirischen Wirtschaftsbundes gewählt. Am 13. Oktober 2021 wurde er mit 100 % der Stimmen erneut gewählt.

## Wirtschaftskammer
Von 1991 bis 2011 war Herk Mitglied im Ausschuss der Karosseriebauer. Davon war er von 1995 bis 2000 Landesinnungsmeister-Stellvertreter und von 2000 bis 2011 Landesinnungsmeister bzw. Vorsitzender.
Von 2000 bis 2011 wirkte Herk als Obmann der Bezirksstelle Knittelfeld und der Regionalstelle Murtal. Zwischen 2005 und 2011 war er Delegierter zum Wirtschaftsparlament der Wirtschaftskammer Steiermark als Spartenvertreter Gewerbe und Handwerk. Im Zeitraum 2007 bis 2011 fungierte er als Obmann der Sparte Gewerbe und Handwerk der Wirtschaftskammer Steiermark und von 2010 bis 2011 übte er das Amt des Bundesspartenobmanns derselben Sparte aus.
Am 7. Februar 2011 übernahm Herk schließlich das Amt des Wirtschaftskammer-Präsidenten von Ulfried Hainzl und wurde am 9. Februar 2011 vom Präsidenten der Wirtschaftskammer Österreich, Christoph Leitl, offiziell angelobt.

## Auszeichnungen
- 2021: Ehrensenator der Technischen Universität Graz[10]
- 2022: Großes Silbernes Ehrenzeichen für Verdienste um die Republik Österreich[11]
- 2022: Großes Goldenes Ehrenzeichen des Landes Steiermark[12]